# Сан Ђовани ла Пунта
Сан Ђовани ла Пунта (итал. San Giovanni la Punta) је насеље у Италији у округу Катанија, региону Сицилија.
Према процени из 2011. у насељу је живело 22046 становника. Насеље се налази на надморској висини од 353 м.

## Становништво
Према резултатима пописа становништва 2011. у општини је живело 22.049 становника.
| 1931. | 1936. | 1951. | 1961. | 1971. | 1981.  | 1991.  | 2001.  | 2011.  |
| ----- | ----- | ----- | ----- | ----- | ------ | ------ | ------ | ------ |
| 3.125 | 3.366 | 3.626 | 4.884 | 7.446 | 13.762 | 18.858 | 20.850 | 22.049 |

## Партнерски градови
- Завјерће